# Denemarken op de Olympische Winterspelen 1960
Tijdens de Olympische Winterspelen van 1960, die in Squaw Valley (Verenigde Staten) werden gehouden, nam Denemarken voor de derde keer deel.

## Deelnemers en resultaten

### Schaatsen
| Olympiër    | Discipline   | Resultaat | Prestatie         |
| ----------- | ------------ | --------- | ----------------- |
| Kurt Stille | 1500 m (m)   | 13e       | 2.15,8 (+5,4)     |
| Kurt Stille | 5000 m (m)   | 27e       | 8.33,0 (+41,7)    |
| Kurt Stille | 10.000 m (m) | 17e       | 17.00,0 (+1.13,4) |

Argentinië · Australië · Bulgarije · Canada · Chili · Denemarken · Duits eenheidsteam · Finland · Frankrijk · Groot-Brittannië · Hongarije · IJsland · Italië · Japan · Libanon · Liechtenstein · Nederland · Nieuw-Zeeland · Noorwegen · Oostenrijk · Polen · Sovjet-Unie · Spanje · Tsjecho-Slowakije · Turkije · Verenigde Staten · Zuid-Afrika · Zuid-Korea · Zweden · Zwitserland